# Rowlandius virginiae
Espèce
Rowlandius virginiae est une espèce de schizomides de la famille des Hubbardiidae.

## Distribution
Cette espèce est endémique de la province d'Independencia en République dominicaine,. Elle se rencontre vers Postrer Río.

## Description
Le mâle holotype mesure 3,00 mm et la femelle paratype 3,65 mm.

## Étymologie
Cette espèce est nommée en l'honneur de Virginia Heinsen de Freites.

## Publication originale
- Armas & Antun, 2002 : Tres especies nuevas de Rowlandius (Schizomida: Hubbardiidae) de República Dominicana, Antillas Mayores. Revista Iberica de Aracnologia, vol. 5, p. 11–17 (texte intégral).